# Veden-Ema Vallis
La Veden-Ema Vallis è una struttura geologica della superficie di Venere.